# 卡茨基爾貝 (紐約州)
卡茨基爾貝（英語：Kattskill Bay）是位於美國紐約州沃倫縣及華盛頓縣的非建制地區。

## 歷史
卡茨基爾貝的郵局自1880年營運至今。

## 地理
卡茨基爾貝所處的海拔為高於海平面115米（即377英呎），而該地所採用的時區為UTC-5，即北美东部时区（EST）。同時該地設有夏令時間，為UTC-5調快一小時，即UTC-4（EDT）。